# Miu Miu

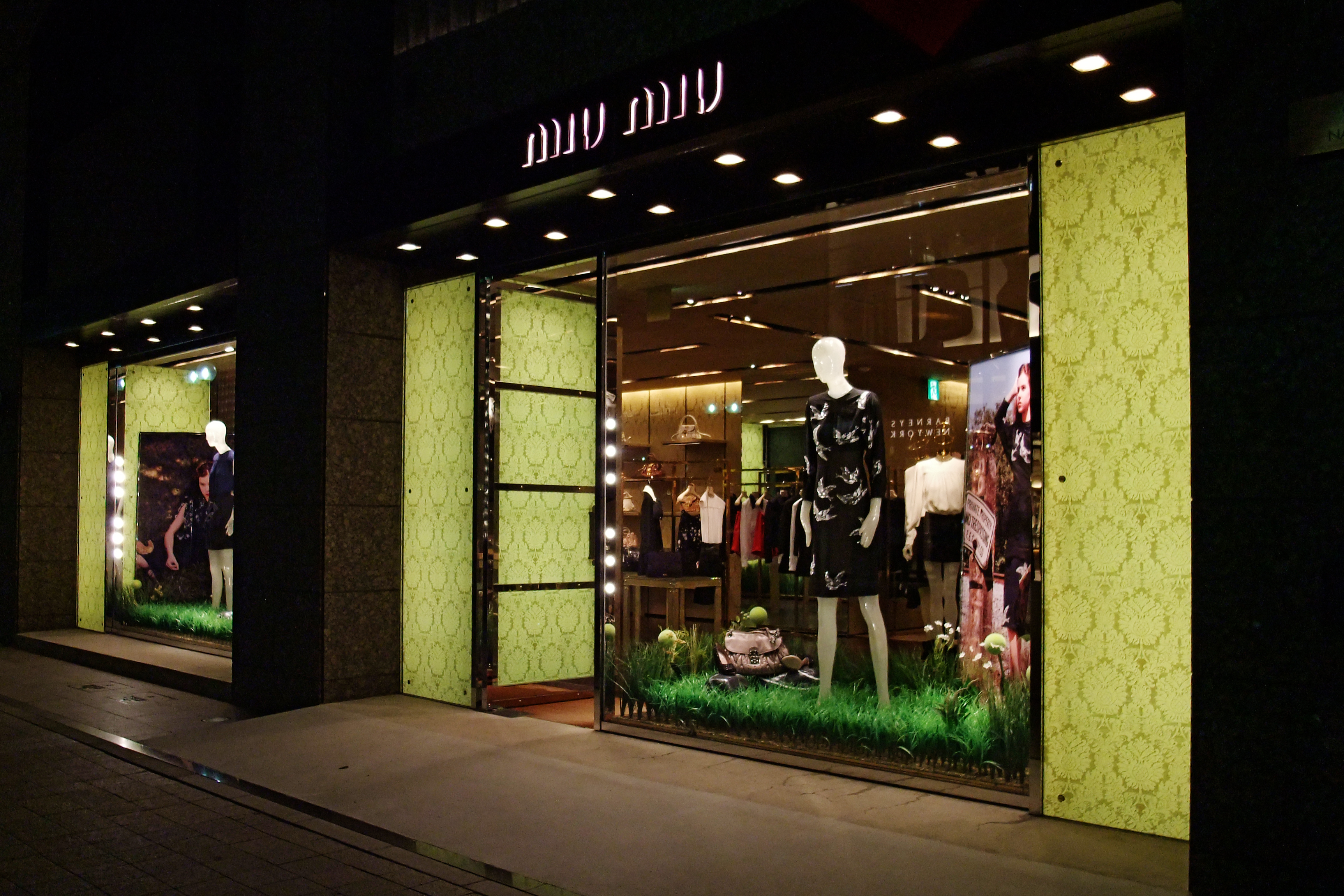
日本神戶的Miu Miu分店

Miu Miu是由繆西婭·普拉達於意大利米蘭創立的一所時裝公司，名字取於繆西婭的花名Miu Miu。目前Miu Miu全權由Prada管理。Miu Miu早期迁至法国巴黎马提翁街18号的Prada集团法国分公司办公室。这幢大厦刚经过重新布局以安置Miu Miu品牌团队，包括销售部门，营销部门和广告宣传部门员工。Prada集团旗下的女性时装品牌的全新总部地址，而留在米兰的只有设计团队。

## 事項
2018年，有專欄提及品牌於1999年誕生，本來是男裝系列，因創辦人繆西婭·普拉達認為年輕人是提出新想法的人，希望年輕男士能夠以實惠的價格，體驗時裝。而過往Miu Miu所推出的時裝，與2018年至所推出的時尚服裝設計與靈感大致相同。
2018年，Miu Miu推出多部名為《Women’s Tales》的作品。而因品牌亦特別製作了一系列印有劇照的T-Shirt作為紀念，而背面亦印有演員與劇組工作人員名單。
2018年，於Miu Miu Resort 2019中除了一眾超模外，更邀請了參加時裝展的客人變成模特，當中包括Uma Thurman、Chloë Sevigny、Sadie Sink、Gwendoline Christie等。
2018年秋冬展中，Miu Miu重新演繹了 80年代的壞女孩風，而外界認為是Miu Miu最為突破的一季。
2018年所舉辦的 2019春夏時裝周中，Ｍiu Miu脫離過往hyper casual的運動服元素，投入了較少使用的西裝和皮質元素。向外界證明既可高雅也可叛逆。